# 이탈리아 왕국 (신성 로마 제국)
이탈리아 왕국(라틴어: Regnum Italiae 레그눔 이탈리아이[*], 이탈리아어: Regno d'Italia 레뇨 디탈리아[*])은 독일, 보헤미아, 부르군트 왕국과 함께 신성 로마 제국의 구성국 중 하나이다. 이탈리아 북부와 중부로 구성되어 있으나 베네치아 공화국은 제외였다. 11세기까지 파비아가 수도였다.
773년 프랑크의 군주 샤를마뉴는 로마 공국과 남부의 일부 비잔티움 제국 영토를 제외한 모든 이탈리아를 통치하던 랑고바르드 왕국을 침략하기 위해 알프스를 넘었다. 774년 6월, 랑고바르드 왕국이 멸망하고 프랑크가 이탈리아의 지배자가 되었다. 남부 지역은 베네벤토 공국 속에서 랑고바르드족의 지배하에 남게되었다. 샤를마뉴는 "랑고바르드의 군주"라는 칭호를 얻었고 800년에 "로마의 황제"에 올랐다. 카롤링거 왕조 출신들은 887년 비만왕 카를이 폐위될 때까지 이탈리아를 통치했으며, 그후에는 894–96년이라는 짧은 기간 잠깐 되찾았을 뿐이였다. 961년까지 이탈리아의 통치는 왕국 내부와 외부 출신의 일부 귀족들이 지속적으로 경쟁했었다.
961년 과거 이탈리아 왕국의 군주의 미망인이였던 아델라이데와 결혼했던 독일의 오토 1세는 이탈리아 왕국을 침략하였고 12월 25일 파비아에서 이탈리아 군주 자리에 올랐다. 그는 계속해서 로마로 향하여 962년 2월 7일 황제로 즉위했다. 이 통합의 시점부터, 신성 로마 제국의 황제는 일반적으로는 이탈리아와 독일의 군주였으며, 일부 황제들이 그들의 후계자를 이탈리아 통치에 임명하고 가끔 이탈리아 주교들과 귀족들이 독일의 왕에 반하는 그들의 왕을 선출시키기도 했다. 이탈리아 군주의 잦은 부재는 중세 성기에 중앙 집권화의 빠른 실종을 이끌었으나, 그럼에도 이탈리아 왕국은 신성 로마 제국 내에 잔류했었고 황제들은 발전해가던 이탈리아 도시 국가들에게 그들의 뜻을 자주 강요했다. 각각 반-황제파와 친황제파인 구엘프와 기벨린 사이 전쟁의 결과는 12-14세기 이탈리아 정치의 특징이다. 롬바르디아 동맹은 이 상황의 가장 유명한 예시이지만, 독립 운동을 선포하지는 않았으며, 황제의 권리에 힘으로 광범위한 도전을 해왔다.
15세기 동안 도시 국가들의 힘은 크게 무너졌다. 1423년부터 1454년까지의 롬바르디아 전쟁은 이탈리아 내 경쟁 국가들을 더욱 줄어들게 하였다. 다음 40년은 이탈리아에서 상대적으로 평화로웠으나 1494년 프랑스의 침입을 받았다. 그결과로 인한 대이탈리아 전쟁은 이탈리아 국가들 대부분이 펠리페 2세에게 넘어간 1559년까지 지속됐다. 합스부르크의 스페인 일족-동명의 가문의 또다른 일족은 신성 로마 황제들을 배출-은 스페인 왕위 계승 전쟁 (1701–14년)까지 이탈리아 제국령의 대부분을 통치를 계속하였다. 1495–1512년의 제국 개혁 이후, 이탈리아 왕국은 알프스 남부의 비관구 지역에 해당하게 되었다. 법적으로 신성 로마 황제는 명목상 군주이자 지배자로서 이탈리아를 관심에 두었으나, 이탈리아 왕국의 "정권"는 황제가 그를 대신하기 위해 임명한 전권 대사들에 좀 더 있었고 그들은 그가 소유한 이탈리아 영지를 다스렸다. 이탈리아에서의 제국 통치는 여러 의존국들이 세워진 1792–97년에 프랑스 혁명 전쟁과 함께 막을 내렸다. 1806년 신성 로마 제국은 아우스터리츠 전투에서 나폴레옹에 패배한 후, 마지막 신성 로마 제국 황제인 프란츠 2세에 의해 해체되었다.

## 랑고바르드 왕국
동고트족의 왕 토틸라가 사망한 타기나이의 전투 이후, 비잔티움 제국의 장군 나르세스는 로마를 점령하고 쿠마에를 포위했다. 동고트족의 새로운 왕 테이아는 동고트족의 잔류 병력을 모두 소집하였고 포위를 풀기 위해 출정을 했으나, 552년 10월 나르세스는 베수비오 산과 노체라인페리오레 인근인 캄파니아의 몬스 락타리우스(오늘날의 몬티라타리)에서 그를 급습하였다. 전투는 이틀 간 지속되었고 테이아는 전투 중에 사망했다. 이탈리아내 동고트의 힘은 없어졌으나, 로마의 역사가 프로코피우스에 따르면 나르세스는 동고트인들과 그들의 동맹인 루기인들에게 로마의 주권하에 평화롭게 이탈리아에서 거주하는 걸 허락했다. 전쟁 후, 이탈리아내 진정한 권위의 부재는 즉시 프랑크족과 알레마니족의 침입을 불렀지만, 비잔티움은 볼투르누스와 이탈리아 반도에서 승리를 거두고 잠시 제국을 재건했다.

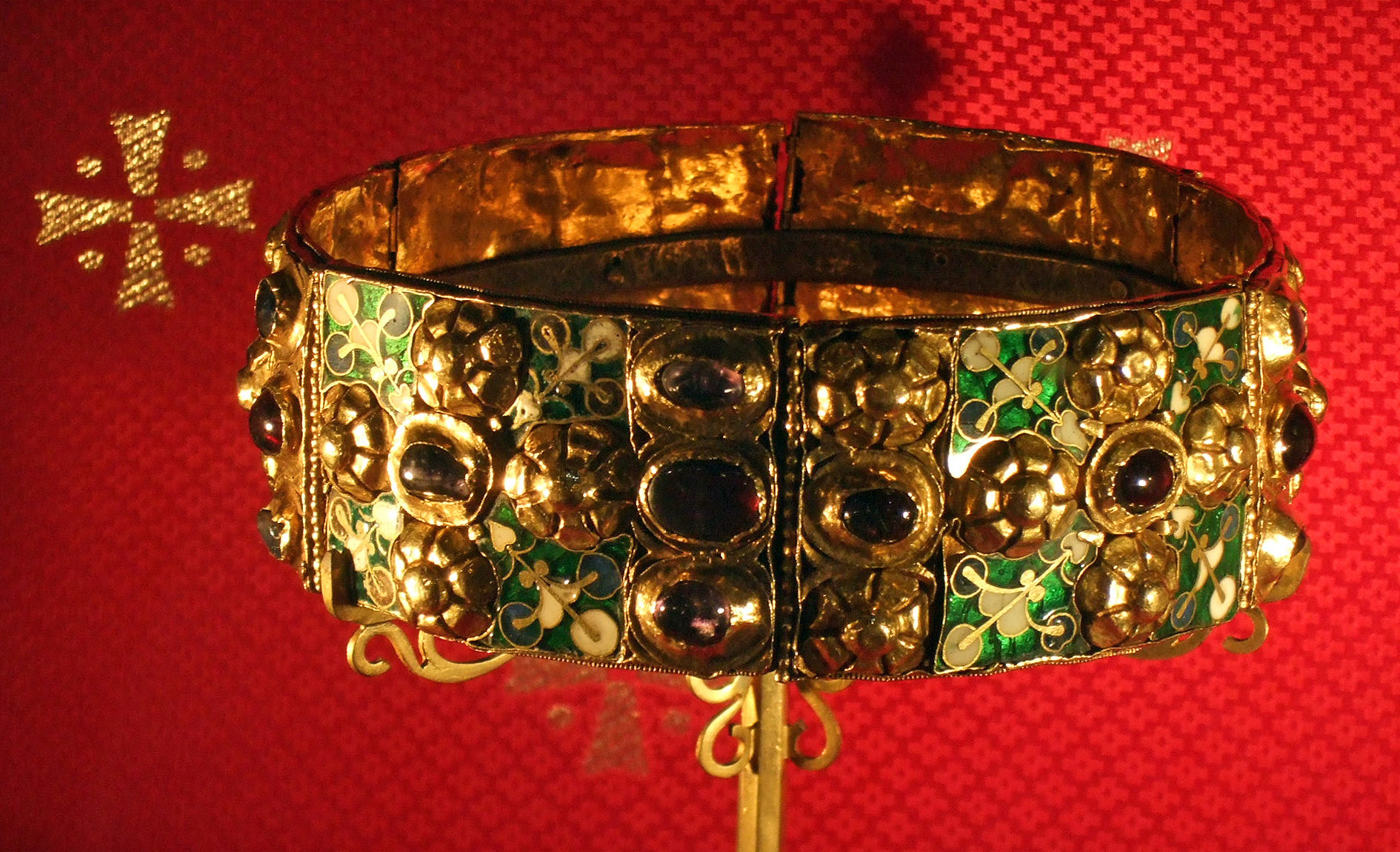
오늘날 몬차 대성당에 있는 랑고바르드의 철관

567–68년에 이탈리아를 침입한 게르만족인 랑고바르드족의 왕(라틴어: reges Langobardorum, 단수형 rex Langobardorum)들은 9세기와 10세기에 그들의 정체성을 상실할때까지 이탈리아를 통치했다. 568년 이후 랑보바르드의 왕들은 가끔식 그들을 이탈리아의 군주(라틴어: rex totius Italiæ)라고 칭했다. 774년 파비아 공성전에서 랑고바르드의 패배로, 랑고바르드 왕국은 샤를마뉴의 프랑크 지배 하에 들어갔다. 랑고바르드의 철관(Corona Ferrea)은 랑고바르드 왕의 대관식에 사용되었으며, 그 이후에 몇 세기간 이탈리아의 군주 대관식에도 사용됐다.
프랑크 정복 이전 랑고바르드 왕에 대한 기본 자료는 7세기 알려지지 않은 이가 쓴 오리고 겐티스 랑고바르도룸(랑고바르드족의 기원)과 8세기 파울루스 디아코누스가 쓴 랑고바르드의 역사이다. 초기 왕들(레팅기 이전)이 기록된 오리고는 거의 전설에 가깝다. 그들은 알려진 대로면 민족 대이동 동안에 통치를 했으며, 최초 통치자는 랑고바르드의 전승에 관계없이 타토로 증명되었다.
랑고바르드 왕국을 구성하는 중북부의 랑고바르디아 마이오르(차례대로 서부지역 또는 네우스트리아와 동부지역 또는 아우스트리아와 투스키아로 분리)와 중남부의 랑고바르디아 미노르 두 지역에 대한 실질적 지배는 왕국의 통치가 지속되던 2세기간 계속되었다. 많은 구성 공국들의 초기 강력한 자치도는 시간이 지나며 자치에 대한 공작의 요구가 절대 완전하게 이룰수 없는 것이였음에도 왕에 대한 위신은 발전했다.
랑고바르드 왕국은 전신이였던 동고트 왕국보다 더욱 안정됨을 증명해냈지만, 774년 교황령의 수호 핑계로 샤를마뉴하의 프랑크족들에게 정복되었다. 그들은 이탈리아 랑고바르드 왕국에서 그들을 떨어트려 놓으려는 걸 지켜냈지만, 왕국은 카롤링거 제국의 분할, 분배, 내전, 후계자 문제를 겪었고 9세기까지 카롤링거의 일부로 지속되다가 이탈리아 왕국은 독립 국가가 되었으나, 극도로 분권화 된 국가였다.

## 카롤링거 제국의 구성 왕국
855년 황제 로타르 1세의 죽음은 그의 중프랑크 왕국을 아들 세 명에게 분할시키게끔 하였다. 장자인 루트비히 2세는 처음으로(그 세기의 초에 샤를마뉴의 아들 피핀의 짧은 통치를 남겨두고) 이탈리아내 카롤링거 영토를 상속받아 다스렸다. 왕국은 최단 남쪽으로는 로마와 스폴레토에 이르는 모든 이탈리아 지역이 포함됐으나, 남쪽에서의 나머지 이탈리아 지역들은 랑고바르드족의 베네벤토 공국이나 비잔티움 제국의 통치하에 있었다.
루트비히 2세가 후계자를 두지 못하고 사망하면서, 몇 십 년 간의 혼란이 있었다. 황제의 권좌는 처음에는 동프랑크(카를 2세)와 그후에는 서프랑크(카를 3세)가 왕좌를 얻기 위해, 서프랑크 왕국(프랑스)과 동프랑크 왕국(독일)의 카롤링거 지배자들 사이에 초기 논란이 되었다. 후자가 폐위된 후, 스폴레토의 귀도 3세와 프리울리의 베렌가리오 1세 같은 지역 귀족들도 왕좌에 논란이 발생하여, 동프랑크의 아르눌프와 프로방스의 루트비히 3세 둘다 그 당시에 왕위를 주장하며 나선 난선 외부의 개입을 막아내지 못했다. 이탈리아 왕국은 시칠리아와 북아프리카에서 아랍 약탈 세력에 괴롭힘에 놓이기도 하며, 중앙 권위는 바닥을 쳤다.
10세기 상황은 여러 부르군트인들과 지역 귀족들이 왕위에 도전하며 더욱 상황이 악화되었다. 질서는 독일의 군주 오토 1세가 이탈리아를 침입하고 962년에 이탈리아와 신성 로마 제국 황제 자리를 차지하면서 세워졌다.

## 신성 로마 제국의 이탈리아
951년 독일의 군주 오토 1세는 로타리오 2세의 미망인 아델라이데와 혼인했다. 그는 그의 경쟁 상대 베렌가리오 2세가 있음에도 파비아에서 랑고바르드의 철관을 취했다. 960년에 베렌가리오 2세가 교황령을 공격하자, 교황 요한 12세의 부름을 받은 오토는 이탈리아 왕국을 정복하고 962년 2월 2일 로마에서 신성 로마 제국의 황제에 올랐다. 그 시기부터 이탈리아의 군주는 항상 독일의 군주이기도 하였으며, 이탈리아는 독일 왕국(regnum Teutonicorum), 1032년부터는 부르군트 왕국과 함께 신성 로마 제국의 구성 왕국이 되었다. 독일의 군주(Rex Romanorum)는 로마를 방문하여 교황에게서 신성 로마 제국 황제로 즉위하는 시작으로서 파비아에서 밀라노 대주교에 의해 랑고바르드의 철관 수여받았었다.
일반적으로, 이탈리아의 군주는 대부분의 시간을 독일에서 보내고 약간의 중앙 권력을 둔 이탈리아를 내버려두며 부재였다. 또한 거대한 토지를 지닌 거물급 인사들도 부족하였으며, 유일한 인물로 토스카나, 에밀리아, 롬바르디아에 광범위한 통지를 지녔던 토스카나 변경백이 115년 토스카나의 마틸데 이후 후계자의 부재로 멸망하고 말았다. 이는 권력의 공백을 두게 하였으며, 교황령과 주교들에 점점 부유해지던 이탈리아 도시국가들이 이를 채워나가 점점 주변의 전원 지역을 지배하였다. 1002년 오토 3세의 죽음으로, 베렌가리오의 후계자 중 하나였던 아르뒤노는 이탈리아 군주 자리를 차지하는데 성공하였지만 케르텐 공작 오토 1세가 이끄는 신성 로마 제국군에 패배했다. 베르첼리의 레오 주교의 도움으로 1004년에서야 독일의 군주가 된 하인리히 2세는 이탈리아 군주로 즉위하기 위해 이탈리아로 떠났다. 아르뒤노는 1861년 비토리오 에마누엘레 2세 즉위 이전 마지막 국내(이탈리아) 출신 "이탈리아의 군주"로 평가된다.
하인리히 2세의 잘리어 가 후계자 콘라트 2세는 밀라노의 아리베르트 대주교와 다른 이탈리아 귀족들을 상대로 그의 통치를 확실히하려 하였다. 1037년에 밀라노를 포위하는 한편, 그는 영지를 소유하고 있던 소상류계층들인 바스바소레스(vasvassores)들의 지원을 얻기 위해 봉토 세습령(Constitutio de feudis)을 공표하였다. 정말로 콘라트는 그의 통치를 안정적이게 할 수 있었으나, 이탈리아내 황제의 패권은 경쟁에 놓였다.

### 호엔슈타우펜 왕가

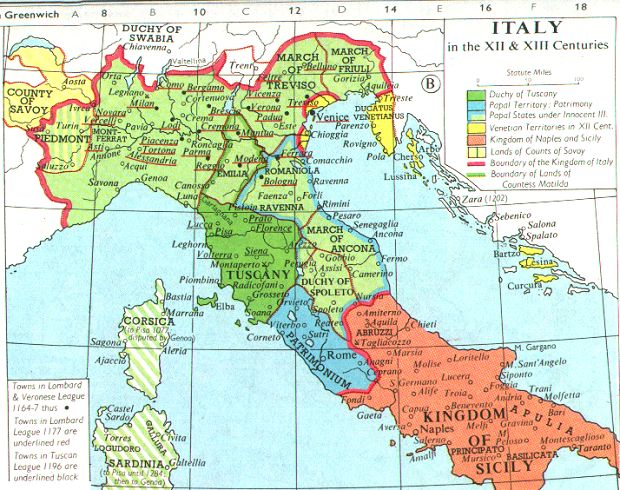
12-13세기 신성 로마 제국령 이탈리아(붉은 선 안쪽)

이탈리아 도시 국가들은 그들의 커져가던 힘을 이탈리아 북부 도시들의 동맹인 롬바르디아 동맹과의 전쟁을 일으켜 이탈리아 반도에서 제국의 권력을 회복하려 시도하던 호엔슈타우펜 가 신성 로마 제국 황제 프리드리히 1세 통치 시기에 처음으로 보여주었으며, 1176년 레냐노 전투에서 결정적인 승리를 거두었고 프리드리히로 하여금 이탈리아 도시들의 자치를 인정하게끔 하였다.
프리드리히의 아들 하인리히 6세는 시칠리아와 이탈리아 남부 전역에 걸쳐있던 노르만의 시칠리아 왕국 정복으로 이탈리아에서 호엔슈타우펜 권위를 효과적으로 확장시켜냈다. 하인리히의 아들 프리드리히 2세 — 이탈리아를 기반으로 한 10세기 이래 최초의 황제 — 는 이탈리아 왕국 북부에 제국의 권위를 되찾으려던 아버지의 일을 되살리려고 하여, 새로운 롬바르디아 동맹의 매서운 반대만을 일으킨 것이 아니라 중부 이탈리아에서 그들의 영지(이론상 제국의 일부)에 대한 질투감을 내던 교황도 호엔슈타우펜 황제들의 패권 야망을 우려하였다.
이탈리아 전역을 그의 밑으로 두려던 프리드리히 2세의 노력은 그의 할아버지처럼 완전하게 실패하고 말았으며, 1250년에 그가 사망하면서 실질적 정치 단위로서 이탈리아 왕국은 사실상 끝나고 말았다. 이탈리아 도시들의 기벨린(황제 지지자)과 구엘프(교황 지지자)의 분쟁은 계속됐지만, 이 분쟁은 본래 이 정치세력들의 문제보다는 점점더 적은 관계를 낳았다.

### 쇠퇴
신성 로마 제국 황제의 이탈리아 원정은 줄어들었지만, 이탈리아 왕국이 완전히 무의미해진것은 아니였다. 1310년 룩셈부르크 가문의 독일의 군주 하인리히 7세 (신성 로마 제국)가 이끄는 5,000명의 병력이 다시 알프스를 넘어, 밀라노로 진격하여 구이도 델라 토레 하의 구엘프 반란을 진압하고 랑고바르드 철관을 차지하였다. 하인리히는 마테오 1세 비스콘티의 통치를 회복시켜주고 계승을 위해 로마로 가서 1312년 교황 클레멘스 5세 대신 세 명의 추기경에 의해 신성 로마 제국 황제로 즉위했다. 제국의 지배력을 회복하고 나폴리 왕국을 침공하려던 그의 더욱 큰 계획은 다음 해 그의 갑작스러운 사망으로 취소되고 말았다.
14, 15세기 후임 황제들은 룩셈부르크 가문, 합스부르크 가문, 비텔스바흐 가문 사이의 경쟁으로 인한 어려움으로 제 기능을 하지 못하고 있었다. 미남공 프리드리히 1세와의 분쟁으로 독일의 군주 루트비히 4세는 1328년 대립 교황 니콜라스 5세에 의해 로마에서 황제로 즉위하였다. 그의 후임자 카를 4세도 1355년 로마로 돌아와 즉위를 했다. 어떠한 황제들도 이탈리아의 군주로서 지배권에 대한 이론적 권리를 잊지는 않았다. 이탈리아인들도 보편적인 지배권에 대한 황제의 권리를 잊은 것은 아니였다. 단테 알리기에리(1321년 사망)와 파도바의 마르실리우스(1275년 경 – 1342년 경) 같은 작가들은 둘다 범우주적 군주서로 각각 하인리히 7세와 루트비히 4세로 해야한다는 실제 주장을 그들의 사상을 표현했다.
이탈리아 지배권에 대한 황제의 권리는 일반적으로 과거 공화정 도시들에 지배권을 설립하기 시작한 여러 강력한 인물들에 작위들을 수여하면서 나타났다. 가장 대표적인 예로 신성 로마 제국 황제는 밀라노의 비스콘티 가문에게 그들의 후원을 해주었고, 바츨라프 4세는 1395년에 잔 갈레아초 비스콘티를 밀라노 공작으로 만들어주었다. 황제에게서 새로운 작위를 받은 다른 가문들로는 만토바의 곤차가 가문, 페라라와 모데나의 에스테 가문등이 포함된다.

## 여파: 그림자 왕국
근세가 시작되던 속에서 이탈리아 왕국은 여전히 존재했지만 그림자에 불과했다. 영토는 스스로 제국에게서 독립이라고 생각하던 베네치아 공화국이 도미니 디 테라페르마에서 제국의 관할 구역이던 이탈리아 북동부 지역에 대한 대부분 정복함으로써 상당히 제한되었고 반면 교황이 중부 이탈리아의 교황령의 완전한 통치권과 독립을 주장하고 나섰다. 그럼에도 불구하고 황제로서의 그의 지위를 넘어 스페인과 나폴리를 상속권을 소유하던 카를 5세는 프리드리히 2세 이래로 어느 황제들보다 더욱 커진 이탈리아내 그의 지배권을 세웠다. 그는 코냐크 동맹에서 그들의 독립성을 재주장하려던 목적으로 프랑스의 도움을 받은 이탈리아의 공작들의 시도를 막아내며 밀라노에서 프랑스를 몰아냈고 로마 약탈을 통해 메디치 가문의 교황 교황 클레멘스 7세의 항복을 불러냈으며, 피렌체를 정복하여 그는 피렌체 공작(이후 토스카나 대공)으로서 메디치 가문을 재옹립시켜냈고 밀라노의 스포르차 가문이 단절되자 제국의 영지로서 영토를 차지했고 그의 아들 펠리페를 새로운 공작으로 앉혔다.
하지만 제국의 새로운 지배지는 카를이 그의 동생 페르디난트에게 제국을 물려주면서, 신성 로마 제국에게 잔류하지 못했지만 스페인의 군주가 된 그의 아들에게 넘어갔다.
그럼에도 불구하고 종주권에 대한 제국의 권리는 남아있었으며, 실제로 1627년에 만토바 공국의 주인이 없게 되던 17세기에 실제로 그에 관한 사건이 벌어지기도 했다. 페르디난트 2세 황제는 프랑스의 느베르 공작이 후계자로서 공국을 가져가려고 하던걸 막기 위해 봉건 군주로서 그의 권리를 사용함으로써 거대한 30년 전쟁의 일부였던 만토바 계승 전쟁을 불러일으켰다. 스페인 왕위 계승 전쟁 동안인 18세기 초 종주권에 대한 제국의 권리는 1708년 만토바를 포위하는데 다시 사용돼, 밀라노 공국에 정복되어 오스트리아 합스부르크 가문에 속하게 되었다.
이는 이탈리아에서 보통 말하는 제국의 힘이 사용된 마지막이였다. 오스트리아는 만토바와 밀라노, 간헐적으로 다른 지역들(대표적으로 1737년 이후 토스카나)의 지배권을 유지했으나 봉건 군주로서의 권리는 사실상 무의미해졌다. 이탈리아에 대한 제국 권리는 "이탈리아 왕국의 대제상"으로서 쾰른 대주교의 부차적인 작위, 여전히 제국의 영지라고 고려되던 여러 북부 이탈리아 국가들의 계승을 해결하는 여러 조약들에 사용된 의회와 신성 로마 제국의 황제의 공식적인 고수로서만 남아있었다. 프랑스 혁명 전쟁 동안 오스트리아는 북부 이탈리아 전역에 공화국을 세운 나폴레옹에 의해 이탈리아에서 쫓겨나게 됐으며, 1797년 캄포포르미오 조약에 의해 프란츠 2세 황제는 이탈리아 왕국에 행사했었던 모든 권리를 포기하게 되었다. 제국의 개편은 이탈리아에 대한 제국의 권리가 남아있지 않은 1799–1803년에 이뤄졌고, 심지어 다른 세속 공작들과 나란히 세속화 되면서 쾰른 대주교국 마저도 사라졌다. 1805년 신성 로마 제국은 여전히 존재했으나, 프랑스 황제(나폴레옹 1세)로 즉위한 나폴레옹은 1805년 5월 26일 밀라노에서 그의 머리에 철관을 쓰며, 스스로 이탈리아 군주 자리에 올랐다. 신성 로마 제국은 다음 해에 해체되었다.

## 참고 서적
1. ↑  De Bello Gothico IV 32, pp. 241-245

- Liutprand, Antapodoseos sive rerum per Europam gestarum libri VI.
- Liutprand, Liber de rebus gestis Ottonis imperatoris.
- Anonymous, Panegyricus Berengarii imperatoris (10th century) [Mon.Germ.Hist., Script., V, p. 196].
- Anonymous, Widonis regis electio [Mon.Germ.Hist., Script., III, p. 554].
- Anonymous, Gesta Berengarii imperatoris [ed. Dumueler, Halle 1871].

## 같이 보기
- 신성 로마 제국